# František Erben
František Erben (27. listopadu 1874 Královské Vinohrady – 9. června 1942 Praha) byl český gymnasta, čtyřnásobný mistr světa.
Narodil se na Královských Vinohradech u Prahy, v části, která se později stala Žižkovem. Absolvoval obchodní školu a byl sokolským cvičitelem. Byl při první české účasti na Letních olympijských hrách 1900, kde v gymnastickém víceboji obsadil 34. místo (vyhrál cvičení na koni našíř, ale za umístění na jednotlivých nářadích se tehdy medaile neudělovaly). Na mistrovství světa ve sportovní gymnastice v Praze v roce 1907 vyhrál v soutěži družstev, v koni našíř a na hrazdě (ex aequo s Francouzem Georgesem Charmoillem) a byl třetí ve víceboji jednotlivců a na bradlech. Na MS 1909 získal stříbrnou medaili v týmové soutěži a v roce 1911 byl opět členem vítězného družstva. Působil jako učitel tělocviku na důstojnické škole v ruském Petrohradě, v roce 1914 se na Královských Vinohradech oženil s Růženou Chromou. Na konci první světové války se v Rusku přidal k legionářům a vrátil se s nimi do Československa. Byl náčelníkem karlínského Sokola a vydavatelem časopisu Tělocvik. Pro své vlastenecké přesvědčení byl za heydrichiády popraven na Kobyliské střelnici.